# Provincia di Mediouna
La provincia di Mediouna è una delle province del Marocco, parte della regione della Casablanca-Settat. 

## Geografia antropica

### Suddivisioni amministrative
Conta 2 municipalità e 3 comuni:

#### Municipalità
- Mediouna
- Tit Mellil

#### Comuni
- Al Majjatia Oulad Taleb
- Lahraouyine
- Sidi Hajjaj Oued Hassar